# Sant Joan d'Enveja
Sant Joan d'Enveja és una ermita situada a Vilanova i la Geltrú. Actualment, l'ermita es localitza al carrer de la Torre d'Enveja, als afores de la vila formant un conjunt amb la torre d'Enveja.

## Història
Situada al recinte de la torre de la quadra d'Enveja és la capella més antiga del municipi, i l'interior és d'estil gòtic. Al seu redós existí el cementiri de la quadra. L'ermita ha donat nom a la muntanya, la creu, el camí, el barri i la parròquia. La llegenda explica que la torre fou conquistada el dia de Sant Joan de l'any 1125, fet que comportà la reconstrucció de l'ermita, però la història només demostra que ja existia l'any 1290 i que era la capella del castell i quadra d'Enveja. Donades les característiques de l'ermita, encara que molt modificada i reconstruïda, no hi ha dubte d'un origen romànic.

## Edifici
L'edifici actual és fruit de diverses remodelacions sobre un primitiu temple romànic. Presenta un edifici d'una sola nau amb volta apuntada, portal adovellat i campanar d'espadanya de doble obertura. A principi dels anys 30 se li annexaren alguns edificis amb dependències per a la rectoria, que foren saquejats el 1936 i abandonats posteriorment. Caiguts en estat de ruïna a final del segle xx, s'enderrocaren a final del 2010, en la rehabilitació de l'ermita.

## Usos
L'ermita, de propietat municipal, estigué abandonada després que s'hi deixessin d'oficiar misses el 1995, fins al 2003, quan el col·lectiu de joves Endimari intentà reviure l'espai com a local cultural i d'oci. L'estat ruïnós de l'edifici va obligar a l'Ajuntament a tancar l'ermita. El 2008 l'Ajuntament cedí l'espai a un altre col·lectiu juvenil, el Centre d'Esplai Drac Màgic, que recaptà els fons necessaris per a rehabilitar l'equipament i desenvolupar-hi les seves activitats d'oci infantil i juvenil fins a l'actualitat.